# Wereldbeker snowboarden 2021/2022
De wereldbeker snowboarden 2021/2022 (officieel: FIS World Cup Snowboard 2020/2021) begon op 23 oktober 2021 in het Zwitserse Chur en eindigde op 27 maart 2021 in het Zwitserse Silvaplana.

## Mannen

### Uitslagen
Legenda
- PGS = Parallelreuzenslalom
- PSL = Parallelslalom
- SBX = Snowboardcross

- HP = Halfpipe
- SBS = Slopestyle
- BA = Big air

| Datum                                                                                                  | Plaats               | Onderdeel | Eerste                                              | Tweede                                              | Derde                                               |
| --- | -------------------- | --------- | --------------------------------------------------- | --------------------------------------------------- | --------------------------------------------------- |
| 23/10/2021                                                                                             | Chur                 | BA        | Jonas Bösiger                                       | Rene Rinnekangas                                    | Sven Thorgren                                       |
| 28/11/2021                                                                                             | Secret Garden        | SBX       | Alessandro Hämmerle                                 | Omar Visintin                                       | Nick Baumgartner                                    |
| 04/12/2021                                                                                             | Steamboat Springs    | BA        | Su Yiming                                           | Clemens Millauer                                    | Mons Røisland                                       |
| 10/12/2021                                                                                             | Montafon             | SBX       | Alessandro Hämmerle                                 | Nick Baumgartner                                    | Umito Kirchwehm                                     |
| 11/12/2021                                                                                             | Copper Mountain      | HP        | Ruka Hirano                                         | Jan Scherrer                                        | Yuto Totsuka                                        |
| 11/12/2021                                                                                             | Bannoje              | PGS       | Lee Sang-ho                                         | Stefan Baumeister                                   | Andrej Sobolev                                      |
| 12/12/2021                                                                                             | Bannoje              | PSL       | Andreas Prommegger                                  | Lee Sang-ho                                         | Arvid Auner                                         |
| 16/12/2021                                                                                             | Carezza              | PGS       | Stefan Baumeister                                   | Dmitri Loginov                                      | Edwin Coratti                                       |
| 18/12/2021                                                                                             | Cervinia             | SBX       | Jakob Dusek                                         | Éliot Grondin                                       | Lucas Eguibar                                       |
| 18/12/2021                                                                                             | Cortina d'Ampezzo    | PGS       | Dario Caviezel                                      | Lee Sang-ho                                         | Roland Fischnaller                                  |
| 01/01/2022                                                                                             | Calgary              | SBS       | Sebastien Toutant                                   | Mons Røisland                                       | Luke Winkelmann                                     |
| 08/01/2022                                                                                             | Mammoth Mountain     | SBS       | Redmond Gerard                                      | Niek van der Velden                                 | Tiarn Collins                                       |
| 08/01/2022                                                                                             | Mammoth Mountain     | HP        | Ayumu Hirano                                        | Ruka Hirano                                         | André Höflich                                       |
| 08/01/2022                                                                                             | Scuol                | PGS       | Dmitri Loginov                                      | Stefan Baumeister                                   | Lee Sang-ho                                         |
| 08/01/2022                                                                                             | Krasnojarsk          | SBX       | Martin Nörl                                         | Merlin Surget                                       | Julian Lüftner                                      |
| 09/01/2022                                                                                             | Krasnojarsk          | SBX       | Martin Nörl                                         | Jakob Dusek                                         | Éliot Grondin                                       |
| 11/01/2022                                                                                             | Bad Gastein          | PSL       | Arvid Auner                                         | Benjamin Karl                                       | Alexander Payer                                     |
| 14/01/2022                                                                                             | Simonhöhe            | PGS       | Stefan Baumeister                                   | Tim Mastnak                                         | Roland Fischnaller                                  |
| 15/01/2022                                                                                             | Laax                 | SBS       | Sean Fitzsimons                                     | Ståle Sandbech                                      | Jake Canter                                         |
| 15/01/2022                                                                                             | Laax                 | HP        | Ayumu Hirano                                        | Jan Scherrer                                        | Shaun White                                         |
| 22/01/2022                                                                                             | Chiesa in Valmalenco | SBX       | Afgelast                                            | Afgelast                                            | Afgelast                                            |
| 29/01/2022                                                                                             | Cortina d'Ampezzo    | SBX       | Martin Nörl                                         | Alessandro Hämmerle                                 | Cameron Bolton                                      |
| 3 tot en met 20 februari 2022: Olympische Winterspelen 2022 in Peking (telt niet mee voor wereldbeker) |                      |           |                                                     |                                                     |                                                     |
| 26/02/2022                                                                                             | Moskou               | PSL       | Afgelast, vanwege de Russische invasie van Oekraïne | Afgelast, vanwege de Russische invasie van Oekraïne | Afgelast, vanwege de Russische invasie van Oekraïne |
| 06/03/2022                                                                                             | Bakoeriani           | SBS       | Leon Vockensperger                                  | Valentino Guseli                                    | Leon Gütl                                           |
| 12/03/2022                                                                                             | Reiteralm            | SBX       | Lorenzo Sommariva                                   | Jakob Dusek                                         | Kalle Koblet                                        |
| 12/03/2022                                                                                             | Piancavallo          | PSL       | Marc Hofer                                          | Edwin Coratti                                       | Lee Sang-ho                                         |
| 16/03/2022                                                                                             | Rogla                | PGS       | Edwin Coratti                                       | Oskar Kwiatkowski                                   | Tim Mastnak                                         |
| 19/03/2022                                                                                             | Špindlerův Mlýn      | SBS       | Tiarn Collins                                       | William Mathisen                                    | Luke Winkelmann                                     |
| 19/03/2022                                                                                             | Berchtesgaden        | PSL       | Andreas Prommegger                                  | Edwin Coratti                                       |                                                     |
| 20/03/2022                                                                                             | Veysonnaz            | SBX       | Éliot Grondin                                       | Merlin Surget                                       | Léo Le Blé Jaques                                   |
| 27/03/2022                                                                                             | Silvaplana           | SBS       | Marcus Kleveland                                    | Mons Røisland                                       | Valentino Guseli                                    |

### Eindstanden
| Parallel (PSL/PGS) | Parallel (PSL/PGS) | Parallel (PSL/PGS) | Parallel (PSL/PGS) |
| #                  | Naam               | Land               | Punten             |
| ------------------ | ------------------ | ------------------ | ------------------ |
| 1                  | Lee Sang-ho        | KOR                | 604                |
| 2                  | Stefan Baumeister  | GER                | 506                |
| 3                  | Edwin Coratti      | ITA                | 408                |
| 4                  | Andreas Prommegger | AUT                | 383                |
| 5                  | Dmitri Loginov     | RUS                | 326                |
| 6                  | Tim Mastnak        | SLO                | 324                |
| 7                  | Roland Fischnaller | ITA                | 312                |
| 8                  | Benjamin Karl      | AUT                | 301                |
| 9                  | Mirko Felicetti    | ITA                | 272                |
| 10                 | Alexander Payer    | AUT                | 268                |

| Freestyle (BA/HP/SBS) | Freestyle (BA/HP/SBS) | Freestyle (BA/HP/SBS) | Freestyle (BA/HP/SBS) |
| #                     | Naam                  | Land                  | Punten                |
| --------------------- | --------------------- | --------------------- | --------------------- |
| 1                     | Mons Røisland         | NOR                   | 253                   |
| 2                     | Tiarn Collins         | NZL                   | 251                   |
| 3                     | Ayumu Hirano          | JPN                   | 250                   |
| 4                     | Leon Vockensperger    | GER                   | 224                   |
| 5                     | Valentino Guseli      | AUS                   | 220                   |
| 6                     | Ruka Hirano           | JPN                   | 206                   |
| 7                     | Su Yiming             | CHN                   | 202                   |
| 8                     | Niek van der Velden   | NED                   | 170                   |
| 9                     | Marcus Kleveland      | NOR                   | 162                   |
| 10                    | Jan Scherrer          | SUI                   | 160                   |

| Slopestyle (SBS) | Slopestyle (SBS)    | Slopestyle (SBS) | Slopestyle (SBS) |
| #                | Naam                | Land             | Punten           |
| ---------------- | ------------------- | ---------------- | ---------------- |
| 1                | Tiarn Collins       | NZL              | 236              |
| 2                | Leon Vockensperger  | GER              | 181              |
| 3                | Mons Røisland       | NOR              | 173              |
| 4                | Valentino Guseli    | AUS              | 155              |
| 5                | Sébastien Toutant   | CAN              | 145              |
| 6                | Luke Winkelmann     | AUS              | 134              |
| 7                | William Mathisen    | SWE              | 127              |
| 8                | Niek van der Velden | NED              | 125              |
| 9                | Nicolas Huber       | SUI              | 123              |
| 10               | Marcus Kleveland    | NOR              | 122              |

| Parallelslalom (PSL) | Parallelslalom (PSL) | Parallelslalom (PSL) | Parallelslalom (PSL) |
| #                    | Naam                 | Land                 | Punten               |
| -------------------- | -------------------- | -------------------- | -------------------- |
| 1                    | Andreas Prommegger   | AUT                  | 266                  |
| 2                    | Lee Sang-ho          | KOR                  | 245                  |
| 3                    | Arvid Auner          | AUT                  | 201                  |
| 4                    | Edwin Coratti        | ITA                  | 200                  |
| 5                    | Benjamin Karl        | AUT                  | 145                  |
| 6                    | Alexander Payer      | AUT                  | 130                  |
| 7                    | Stefan Baumeister    | GER                  | 122                  |
| 8                    | Lukas Mathies        | AUT                  | 118                  |
| 9                    | Aaron March          | ITA                  | 108                  |
| 10                   | Roland Fischnaller   | ITA                  | 105                  |

| Big Air (BA) | Big Air (BA)     | Big Air (BA) | Big Air (BA) |
| #            | Naam             | Land         | Punten       |
| ------------ | ---------------- | ------------ | ------------ |
| 1            | Su Yiming        | CHN          | 100          |
| 1            | Jonas Bösiger    | SUI          | 100          |
| 3            | Rene Rinnekangas | FIN          | 98           |
| 4            | Clemens Millauer | AUT          | 80           |
| 5            | Mons Røisland    | NOR          | 80           |
| 6            | Mark McMorris    | CAN          | 77           |
| 7            | Sven Thorgren    | SWE          | 60           |
| 8            | Brock Crouch     | USA          | 52           |
| 9            | Hiroaki Kunitake | JPN          | 52           |
| 10           | Maxence Parrot   | CAN          | 50           |

| Snowboardcross (SBX) | Snowboardcross (SBX) | Snowboardcross (SBX) | Snowboardcross (SBX) |
| #                    | Naam                 | Land                 | Punten               |
| -------------------- | -------------------- | -------------------- | -------------------- |
| 1                    | Martin Nörl          | GER                  | 460                  |
| 2                    | Alessandro Hämmerle  | AUT                  | 386                  |
| 3                    | Jakob Dusek          | AUT                  | 370                  |
| 4                    | Éliot Grondin        | CAN                  | 347                  |
| 5                    | Lorenzo Sommariva    | ITA                  | 296                  |
| 6                    | Merlin Surget        | FRA                  | 266                  |
| 7                    | Cameron Bolton       | AUS                  | 233                  |
| 8                    | Glenn de Blois       | NED                  | 209                  |
| 9                    | Lucas Eguibar        | ESP                  | 202                  |
| 10                   | Julian Lüftner       | AUT                  | 168                  |

| Parallelreuzenslalom (PGS) | Parallelreuzenslalom (PGS) | Parallelreuzenslalom (PGS) | Parallelreuzenslalom (PGS) |
| #                          | Naam                       | Land                       | Punten                     |
| -------------------------- | -------------------------- | -------------------------- | -------------------------- |
| 1                          | Stefan Baumeister          | GER                        | 384                        |
| 2                          | Lee Sang-ho                | KOR                        | 359                        |
| 3                          | Tim Mastnak                | SLO                        | 286                        |
| 4                          | Dmitri Loginov             | RUS                        | 252                        |
| 5                          | Mirko Felicetti            | ITA                        | 219                        |
| 6                          | Edwin Coratti              | ITA                        | 208                        |
| 7                          | Roland Fischnaller         | ITA                        | 207                        |
| 8                          | Dario Caviezel             | SUI                        | 194                        |
| 9                          | Benjamin Karl              | AUT                        | 156                        |
| 10                         | Alexander Payer            | AUT                        | 138                        |

| Halfpipe (HP) | Halfpipe (HP)    | Halfpipe (HP) | Halfpipe (HP) |
| #             | Naam             | Land          | Punten        |
| ------------- | ---------------- | ------------- | ------------- |
| 1             | Ayumu Hirano     | JPN           | 250           |
| 2             | Ruka Hirano      | JPN           | 206           |
| 3             | Jan Scherrer     | SUI           | 160           |
| 4             | Shaun White      | USA           | 114           |
| 5             | Yuto Totsuka     | JPN           | 111           |
| 6             | Lucas Foster     | USA           | 105           |
| 7             | Kaishu Hirano    | JPN           | 100           |
| 8             | Raibu Katayama   | JPN           | 91            |
| 9             | André Höfflich   | GER           | 82            |
| 10            | Patrick Burgener | SUI           | 66            |

## Vrouwen

### Uitslagen
Legenda
- PGS = Parallelreuzenslalom
- PSL = Parallelslalom
- SBX = Snowboardcross

- HP = Halfpipe
- SBS = Slopestyle
- BA = Big air

| Datum                                                                                                  | Plaats               | Onderdeel | Eerste                                              | Tweede                                              | Derde                                               |
| --- | -------------------- | --------- | --------------------------------------------------- | --------------------------------------------------- | --------------------------------------------------- |
| 23/10/2021                                                                                             | Chur                 | BA        | Kokomo Murase                                       | Anna Gasser                                         | Jasmine Baird                                       |
| 28/11/2021                                                                                             | Secret Garden        | SBX       | Eva Samková                                         | Charlotte Bankes                                    | Michela Moioli                                      |
| 04/12/2021                                                                                             | Steamboat Springs    | BA        | Reira Iwabuchi                                      | Anna Gasser                                         | Annika Morgan                                       |
| 10/12/2021                                                                                             | Montafon             | SBX       | Charlotte Bankes                                    | Belle Brockhoff                                     | Chloé Trespeuch                                     |
| 11/12/2021                                                                                             | Copper Mountain      | HP        | Cai Xuetong                                         | Sena Tomita                                         | Queralt Castellet                                   |
| 11/12/2021                                                                                             | Bannoje              | PGS       | Sofia Nadyrsjina                                    | Ramona Theresia Hofmeister                          | Carolin Langenhorst                                 |
| 12/12/2021                                                                                             | Bannoje              | PSL       | Julie Zogg                                          | Miki Tsubaki                                        | Anastasia Koerotsjkina                              |
| 16/12/2021                                                                                             | Carezza              | PGS       | Daniela Ulbing                                      | Ester Ledecká                                       | Ramona Theresia Hofmeister                          |
| 18/12/2021                                                                                             | Cervinia             | SBX       | Michela Moioli                                      | Faye Gulini                                         | Belle Brockhoff                                     |
| 18/12/2021                                                                                             | Cortina d'Ampezzo    | PGS       | Ester Ledecká                                       | Sofia Nadyrsjina                                    | Ladina Jenny                                        |
| 01/01/2022                                                                                             | Calgary              | SBS       | Kokomo Murase                                       | Miyabi Onitsuka                                     | Laurie Blouin                                       |
| 08/01/2022                                                                                             | Mammoth Mountain     | SBS       | Jamie Anderson                                      | Zoi Sadowski-Synnott                                | Kokomo Murase                                       |
| 08/01/2022                                                                                             | Mammoth Mountain     | HP        | Ruki Tomita                                         | Cai Xuetong                                         | Sena Tomita                                         |
| 08/01/2022                                                                                             | Scuol                | PGS       | Sabine Schöffmann                                   | Julie Zogg                                          | Ladina Jenny                                        |
| 08/01/2022                                                                                             | Krasnojarsk          | SBX       | Charlotte Bankes                                    | Chloé Trespeuch                                     | Lindsey Jacobellis                                  |
| 09/01/2022                                                                                             | Krasnojarsk          | SBX       | Charlotte Bankes                                    | Chloé Trespeuch                                     | Lindsey Jacobellis                                  |
| 11/01/2022                                                                                             | Bad Gastein          | PSL       | Daniela Ulbing                                      | Ramona Theresia Hofmeister                          | Natalja Soboleva                                    |
| 14/01/2022                                                                                             | Simonhöhe            | PGS       | Aleksandra Król                                     | Julia Dujmovits                                     | Sofia Nadyrsjina Melanie Hochreiter                 |
| 15/01/2022                                                                                             | Laax                 | SBS       | Tess Coady                                          | Anna Gasser                                         | Annika Morgan                                       |
| 15/01/2022                                                                                             | Laax                 | HP        | Chloe Kim                                           | Mitsuki Ono                                         | Queralt Castellet                                   |
| 22/01/2022                                                                                             | Chiesa in Valmalenco | SBX       | Afgelast                                            | Afgelast                                            | Afgelast                                            |
| 29/01/2022                                                                                             | Cortina d'Ampezzo    | SBX       | Michela Moioli                                      | Chloé Trespeuch                                     | Charlotte Bankes                                    |
| 3 tot en met 20 februari 2022: Olympische Winterspelen 2022 in Peking (telt niet mee voor wereldbeker) |                      |           |                                                     |                                                     |                                                     |
| 26/02/2022                                                                                             | Moskou               | PSL       | Afgelast, vanwege de Russische invasie van Oekraïne | Afgelast, vanwege de Russische invasie van Oekraïne | Afgelast, vanwege de Russische invasie van Oekraïne |
| 06/03/2022                                                                                             | Bakoeriani           | SBS       | Laurie Blouin                                       | Jasmine Baird                                       | Bianca Gisler                                       |
| 12/03/2022                                                                                             | Reiteralm            | SBX       | Charlotte Bankes                                    | Michela Moioli                                      | Audrey McManiman                                    |
| 12/03/2022                                                                                             | Piancavallo          | PSL       | Tsubaki Miki                                        | Julie Zogg                                          | Ramona Theresia Hofmeister                          |
| 16/03/2022                                                                                             | Rogla                | PGS       | Ramona Theresia Hofmeister                          | Tsubaki Miki                                        | Michelle Dekker                                     |
| 19/03/2022                                                                                             | Špindlerův Mlýn      | SBS       | Kokomo Murase                                       | Jasmine Baird                                       | Ariane Burri                                        |
| 19/03/2022                                                                                             | Berchtesgaden        | PSL       | Julie Zogg                                          | Megan Farrell                                       | Ramona Theresia Hofmeister                          |
| 20/03/2022                                                                                             | Veysonnaz            | SBX       | Charlotte Bankes                                    | Faye Gulini                                         | Manon Petit Lenoir                                  |
| 27/03/2022                                                                                             | Silvaplana           | SBS       | Anna Gasser                                         | Laurie Blouin                                       | Kokomo Murase                                       |

### Eindstanden
| Parallel (PSL/PGS) | Parallel (PSL/PGS)  | Parallel (PSL/PGS) | Parallel (PSL/PGS) |
| #                  | Naam                | Land               | Punten             |
| ------------------ | ------------------- | ------------------ | ------------------ |
| 1                  | Ramona Hofmeister   | GER                | 557                |
| 2                  | Julie Zogg          | SUI                | 540                |
| 3                  | Daniela Ulbing      | AUT                | 508                |
| 4                  | Tsubaki Miki        | JPN                | 466                |
| 5                  | Carolin Langenhorst | GER                | 370                |
| 6                  | Ladina Jenny        | SUI                | 362                |
| 7                  | Sabine Schöffmann   | AUT                | 349                |
| 8                  | Julia Dujmovits     | AUT                | 339                |
| 9                  | Sofia Nadyrsjina    | RUS                | 320                |
| 10                 | Melanie Hochreiter  | GER                | 283                |

| Freestyle (BA/HP/SBS) | Freestyle (BA/HP/SBS) | Freestyle (BA/HP/SBS) | Freestyle (BA/HP/SBS) |
| #                     | Naam                  | Land                  | Punten                |
| --------------------- | --------------------- | --------------------- | --------------------- |
| 1                     | Kokomo Murase         | JPN                   | 456                   |
| 2                     | Anna Gasser           | AUT                   | 340                   |
| 3                     | Jasmine Baird         | CAN                   | 310                   |
| 4                     | Laurie Blouin         | CAN                   | 260                   |
| 5                     | Reira Iwabuchi        | JPN                   | 246                   |
| 6                     | Ariane Burri          | SUI                   | 226                   |
| 7                     | Cai Xuetong           | CHN                   | 216                   |
| 8                     | Melissa Peperkamp     | NED                   | 215                   |
| 9                     | Bianca Gisler         | SUI                   | 195                   |
| 10                    | Katie Ormerod         | GBR                   | 191                   |

| Slopestyle (SBS) | Slopestyle (SBS)  | Slopestyle (SBS) | Slopestyle (SBS) |
| #                | Naam              | Land             | Punten           |
| ---------------- | ----------------- | ---------------- | ---------------- |
| 1                | Kokomo Murase     | JPN              | 320              |
| 2                | Laurie Blouin     | CAN              | 240              |
| 3                | Jasmine Baird     | CAN              | 210              |
| 4                | Ariane Burri      | SUI              | 197              |
| 5                | Melissa Peperkamp | NED              | 195              |
| 6                | Anna Gasser       | AUT              | 180              |
| 7                | Bianca Gisler     | SUI              | 171              |
| 8                | Tess Coady        | AUS              | 150              |
| 9                | Katie Ormerod     | GBR              | 146              |
| 10               | Maria Hidalgo     | ESP              | 137              |

| Parallelslalom (PSL) | Parallelslalom (PSL) | Parallelslalom (PSL) | Parallelslalom (PSL) |
| #                    | Naam                 | Land                 | Punten               |
| -------------------- | -------------------- | -------------------- | -------------------- |
| 1                    | Julie Zogg           | SUI                  | 345                  |
| 2                    | Tsubaki Miki         | JPN                  | 252                  |
| 3                    | Ramona Hofmeister    | GER                  | 250                  |
| 4                    | Daniela Ulbing       | AUT                  | 245                  |
| 5                    | Megan Farrell        | CAN                  | 152                  |
| 6                    | Julia Dujmovits      | AUT                  | 137                  |
| 7                    | Carolin Langenhorst  | GER                  | 129                  |
| 8                    | Ladina Jenny         | SUI                  | 111                  |
| 9                    | Sabine Schöffmann    | AUT                  | 105                  |
| 10                   | Nadya Ochner         | ITA                  | 84                   |

| Big Air (BA) | Big Air (BA)    | Big Air (BA) | Big Air (BA) |
| #            | Naam            | Land         | Punten       |
| ------------ | --------------- | ------------ | ------------ |
| 1            | Anna Gasser     | AUT          | 160          |
| 2            | Kokomo Murase   | JPN          | 136          |
| 2            | Reira Iwabuchi  | JPN          | 136          |
| 4            | Jasmine Baird   | CAN          | 100          |
| 4            | Annika Morgan   | GER          | 100          |
| 6            | Brooke Voigt    | CAN          | 74           |
| 7            | Hailey Langland | USA          | 50           |
| 8            | Miyabi Onitsuka | JPN          | 48           |
| 9            | Enni Rukajärvi  | FIN          | 45           |
| 9            | Katie Ormerod   | GBR          | 45           |

| Snowboardcross (SBX) | Snowboardcross (SBX) | Snowboardcross (SBX) | Snowboardcross (SBX) |
| #                    | Naam                 | Land                 | Punten               |
| -------------------- | -------------------- | -------------------- | -------------------- |
| 1                    | Charlotte Bankes     | GBR                  | 669                  |
| 2                    | Michela Moioli       | ITA                  | 501                  |
| 3                    | Chloé Trespeuch      | FRA                  | 464                  |
| 4                    | Belle Brockhoff      | AUS                  | 280                  |
| 5                    | Audrey McManiman     | CAN                  | 275                  |
| 6                    | Pia Zerkhold         | AUT                  | 273                  |
| 7                    | Stacy Gaskill        | USA                  | 254                  |
| 8                    | Faye Gulini          | USA                  | 249                  |
| 9                    | Lindsey Jacobellis   | USA                  | 217                  |
| 10                   | Tess Critchlow       | CAN                  | 195                  |

| Parallelreuzenslalom (PGS) | Parallelreuzenslalom (PGS) | Parallelreuzenslalom (PGS) | Parallelreuzenslalom (PGS) |
| #                          | Naam                       | Land                       | Punten                     |
| -------------------------- | -------------------------- | -------------------------- | -------------------------- |
| 1                          | Ramona Hofmeister          | GER                        | 307                        |
| 2                          | Sofia Nadyrsjina           | RUS                        | 291                        |
| 3                          | Daniela Ulbing             | AUT                        | 263                        |
| 4                          | Ladina Jenny               | SUI                        | 251                        |
| 5                          | Sabine Schöffmann          | AUT                        | 244                        |
| 6                          | Carolin Langenhorst        | GER                        | 241                        |
| 7                          | Tsubaki Miki               | JPN                        | 214                        |
| 8                          | Melanie Hochreiter         | GER                        | 203                        |
| 9                          | Julia Dujmovits            | AUT                        | 202                        |
| 10                         | Julie Zogg                 | SUI                        | 195                        |

| Halfpipe (HP) | Halfpipe (HP)     | Halfpipe (HP) | Halfpipe (HP) |
| #             | Naam              | Land          | Punten        |
| ------------- | ----------------- | ------------- | ------------- |
| 1             | Cai Xuetong       | CHN           | 216           |
| 2             | Sena Tomita       | JPN           | 190           |
| 3             | Mitsuki Ono       | JPN           | 175           |
| 4             | Queralt Castellet | ESP           | 120           |
| 5             | Haruna Matsumoto  | JPN           | 117           |
| 6             | Ruki Tomita       | JPN           | 108           |
| 7             | Berenice Wicki    | SUI           | 106           |
| 8             | Chloe Kim         | USA           | 100           |
| 9             | Elizabeth Hosking | CAN           | 95            |
| 10            | Wu Shaotong       | CHN           | 85            |

## Gemengd

### Uitslagen
Legenda
- PRT = Parallelteam
- BXT = Snowboardcrossteam

| Datum                                                                                                  | Plaats               | Onderdeel | Eerste                                                    | Tweede                                            | Derde                                              |
| --- | -------------------- | --------- | --------------------------------------------------------- | ------------------------------------------------- | -------------------------------------------------- |
| 11/12/2021                                                                                             | Montafon             | BXT       | Italië I Lorenzo Sommariva Michela Moioli                 | Tsjechië I Jan Kubičík Eva Samková                | Frankrijk I Quentin Sodogas Chloé Trespeuch        |
| 12/01/2022                                                                                             | Bad Gastein          | PRT       | Oostenrijk IV Arvid Auner Julia Dujmovits                 | Rusland II Dmitri Karlagatsjev Natalja Soboleva   | Duitsland I Elias Huber Ramona Theresia Hofmeister |
| 15/01/2022                                                                                             | Simonhöhe            | PRT       | Oostenrijk III Alexander Payer Sabine Schöffmann          | Duitsland IV Stefan Baumeister Melanie Hochreiter | Zuid-Korea I Lee Sang-ho Jeong Hae-rim             |
| 16/01/2022                                                                                             | Chiesa in Valmalenco | BXT       | Afgelast                                                  | Afgelast                                          | Afgelast                                           |
| 29/01/2022                                                                                             | Le Massif            | BXT       | Afgelast                                                  | Afgelast                                          | Afgelast                                           |
| 3 tot en met 20 februari 2022: Olympische Winterspelen 2022 in Peking (telt niet mee voor wereldbeker) |                      |           |                                                           |                                                   |                                                    |
| 13/03/2022                                                                                             | Piancavallo          | PRT       | Oostenrijk II Benjamin Karl Daniela Ulbing                | Italië I Edwin Coratti Nadya Ochner               | Oostenrijk III Alexander Payer Sabine Schöffmann   |
| 20/03/2022                                                                                             | Berchtesgaden        | PRT       | Duitsland IX Stefan Baumeister Ramona Theresia Hofmeister | Oostenrijk III Alexander Payer Sabine Schöffmann  | Italië V Maurizio Bormolini Elisa Caffont          |

### Eindstanden
| Parallelteam (PRT) | Parallelteam (PRT) | Parallelteam (PRT) | Parallelteam (PRT) |
| #                  | Land               | Punten             |                    |
| ------------------ | ------------------ | ------------------ | ------------------ |
| 1                  | Oostenrijk III     | 280                |                    |
| 2                  | Oostenrijk IV      | 235                |                    |
| 3                  | Oostenrijk II      | 184                |                    |
| 4                  | Zwitserland II     | 130                |                    |
| 5                  | Zwitserland I      | 126                |                    |
| 6                  | Canada I           | 122                |                    |
| 7                  | Italië I           | 120                |                    |
| 8                  | Duitsland I        | 118                |                    |
| 9                  | Duitsland IX       | 100                |                    |
| 10                 | Rusland II         | 96                 |                    |